# Andrea Diener
Andrea Christina Diener (* 28. Januar 1974 in Frankfurt am Main) ist eine deutsche Journalistin, Redakteurin, Autorin, Fotografin und Podcasterin.

## Leben und berufliche Tätigkeit
Andrea Diener wuchs im Frankfurter Stadtteil Griesheim auf und studierte an der Johann Wolfgang Goethe-Universität Frankfurt am Main sowohl Anglistik als auch Kunstgeschichte. Ihre Magisterarbeit in Anglistik verfasste sie über utopische und phantastische Reiseberichte in der englischen Frühaufklärung. Diener jobbte als Empfangsdame in der irischen Fremdenverkehrszentrale und als Museumsführerin im Goethe-Haus. 2001 verlagerte sie ihre online verfassten „Reisenotizen aus der Realität“ von ihrer Website auf die Blog-Plattform Antville. Auszüge wurden 2004 im Buch „Blogs! – Text und Form im Internet“ im Schwarzkopf & Schwarzkopf Verlag veröffentlicht. Andrea Diener schrieb für die Buchmessezeitung und das Reiseblatt der F.A.Z., seit 2016 ist sie Redakteurin des Feuilletons, seit 2022 als Korrespondentin für den Main-Taunus-Kreis. Mit Stefan Geyer veröffentlichte sie 2016 bei Henrich Editionen das Buch Süß, sauer, pur: Unterwegs in der Frankfurter Apfelweinkultur, dessen Nachfolger Stöffche 2020 erschien. 2017 erschien bei Rowohlt Ab vom Schuss: Reisen in die internationale Provinz. Für beide Bücher zeichnete sie auch als Fotografin verantwortlich. Von 2013 bis 2020 war sie regelmäßiger Gast in Holger Kleins Podcast-Reihe Wrint, in dem sie von ihren Reisen erzählte. Von 2015 bis 2020 produzierte sie den Literatur-Podcast Tsundoku. Mit Fridtjof Küchemann moderierte sie von 2019 bis 2022 den Bücher-Podcast für das Online-Angebot der F.A.Z. Andrea Diener lebt im Frankfurter Stadtteil Bockenheim.

## Publikationen
- Beiträge in Blogs! – Text und Form im Internet, Schwarzkopf & Schwarzkopf, Berlin 2004, ISBN 978-3-89602-600-2
- mit Stefan Geyer: Süß, sauer, pur: Unterwegs in der Frankfurter Apfelweinkultur Henrich Editionen, Frankfurt 2016, ISBN 978-3-943407-71-6
- mit Stefan Geyer: Stöffche: ['ʃtœfçǝ] – Trinkstoff, Äpfelwein, Ebbelwoi, Äbbelwoi. Henrich Editionen, Frankfurt 2020, ISBN 978-3-96320-026-7
- Ab vom Schuss: Reisen in die internationale Provinz. Rowohlt, Reinbek 2017, ISBN 978-3-499-63172-6.